# Padworth Common
Padworth Common – osada w Anglii, w hrabstwie ceremonialnym Berkshire, w dystrykcie (unitary authority) West Berkshire. Leży 13 km na południowy zachód od centrum miasta Reading i 70 km na zachód od centrum Londynu.